# Новосельнова, Нина Ивановна
Нина Ивановна Новосельнова (урождённая Сиротина; 18 ноября 1917 — 8 июня 1999) — советская поэтесса. Член Союза писателей СССР. Лауреат премии журнала «Огонёк» (1974). Участница Великой Отечественной войны.

## Биография
Нина Ивановна Новосельнова родилась под Москвой, в селе Тарасовка. Закончила школу и ФЗУ, поступила в топографическое училище. Война застала её в летней, учебной, экспедиции, в западной Белоруссии. Вернувшись в Москву, Нина Ивановна окончила курсы санинструкторов, Российского Общества Красного Креста и стала работать в сортировочном эвакуационном госпитале СЭГ-290, Западного, а позже 3-го Белорусского фронтов. На курсах при госпитале Нина Ивановна прошла обучение, затем работала медицинской сестрой в 5-м хирургическом отделении, в звании старшего сержанта медицинской службы. Во время налета вражеской авиации получила тяжелую контузию и почти полностью потеряла слух. 

В 1957 году окончила Литературный институт им. Горького. 

Её лирические произведения публиковались в журналах «Огонёк», «Октябрь», «Советский Красный Крест»; в газете «Литературная Россия» и других. Стихотворение «Солдатские песни» вошло в антологию «Поэты Москвы о времени и о себе» (1974). 

Активно участвовала в организации «Губист» при МГО ВОГ и в общественной жизни. Много лет была литературным консультантом журнала «В едином строю».

Поэтесса-фронтовик Юлия Друнина своё стихотворение «Сверстницам» (1962) посвятила «Нине Новосельновой — солдату и поэту».

## Личная жизнь
Муж — Сергей Иванович Новосельнов (1922—1997), топограф.

Дочь Галина — педагог-дефектолог, трагически погибла. 

В последние годы Нина Новосельнова проживала с семьёй внука Алексея (род. 1970) в Останкинском районе Москвы.

## Избранные сочинения
- Первые тропки: стихи. М., 1961;
- На правом фланге — память: стихи. М., 1964;
- Нет тишины: стихи. М., 1968;
- Сердце всё слышит: стихи. М., 1972;
- Это было так близко… М., 1977;
- Чёрная волна: стихи. М., 1980;
- Под грозами травы растут: стихи. М., 1985;